# 貴族誕生 -PRINCE OF LEGEND-
『貴族誕生 -PRINCE OF LEGEND-』（きぞくたんじょう プリンス オブ レジェンド）は、2019年11月28日から12月26日まで日本テレビ系列で放送されたテレビドラマ。主演は白濱亜嵐。全5話。TEAM HI-AXが手掛ける『PRINCE OF LEGEND』プロジェクトの第2弾。ホストが支配する町「ナイトリング」を舞台に、ホストたちと土木建設会社「全日土木」の戦いを描く。
2020年3月13日に続編となる映画『貴族降臨 -PRINCE OF LEGEND-』が公開された。

## あらすじ（テレビドラマ）
『ナイトリング』と呼ばれるクラブ同士がその覇権を争う町。その町の片隅にある土木建設業者『全日土木』の社長・安藤シンタロウは、仲間の社員たちと共に汗を流して仕事に励む裕福ではないが充実した生活を送っていた。
ところがある日、ナイトリングナンバーワンの『クラブ・テキサス』のホストたちがシンタロウたちの元に現れ、「全日土木は『クラブ・テキサス』の傘下に入ることになった」と告げられる。
シンタロウは両親から受け継いだ全日土木と大切な社員たちを守ろうと考えを巡らすも会社を買い戻す金もなく、弁護士に相談するも相手がナイトリングナンバーワンのクラブでは勝ち目が無いと断られてしまう。
そんな状況を知った社員のリキは1人で『クラブ・テキサス』に乗り込むも返り討ちにあってしまう。怒り狂ったシンタロウはリキの敵を討ちに1人『クラブ・テキサス』へと走る。そこで出会ったナンバーワンホスト・シニアはなんと10年前に家を出て行った実の兄・タロウだった。

## 登場人物

### 全日土木
安藤シンタロウ
演 - 白濱亜嵐（幼少期：後藤りゅうと）
以前は喧嘩ばかりしていたが、亡くなった父親の跡を継いで社長となった。
ヤス
演 - 廣瀬智紀
彼女が妊娠したため結婚を考えている。
ゴロウ
演 - 中島健
シンタロウの幼馴染。
マサ
演 - 丞威
元・極道。
リキ
演 - 高橋奎仁
元・ホスト。
タケ
演 - 福地展成

安藤正平
演 - 渡辺裕之
先代社長。シンタロウとシニアの父。故人。

### クラブ・テキサス
シニア / 安藤タロウ
演 - DAIGO（幼少期：谷垣有唯）
ナンバー1ホスト。シンタロウの実兄。
寿希也
演 - 荒牧慶彦
ナンバー2ホスト。
星矢
演 - 佐藤流司
ナンバー3ホスト。
ゲレロ
演 - 富園力也
ナンバー5ホスト。
ダイナ
演 - RANMA
ナンバー6ホスト。
チャボ
演 - 袴田吉彦
ナンバー4ホスト。

### クラブ・サンマルチノ
伊集院信虎
演 - 板垣瑞生
ナンバー1ホスト。
歩夢
演 - 前田公輝
ナンバー2ホスト。

### 聖ブリリアント学園
京極竜
演 - 川村壱馬

天堂光輝
演 - 吉野北人

日浦海司
演 - 藤原樹

小田島陸
演 - 長谷川慎

### その他
黒岩マサオ
演 - 山本耕史
竜たちにバスケの指導をしている。クラブ・ゴッチのノア。
冬木
演 - 荒井敦史
青龍高校の生徒。かつて喧嘩をして負けたことを根に持ち、竜を敵視している。

### ゲスト
第2話
- 本間朋晃（新日工務店社長） - 本間朋晃（第3話）

## スタッフ（テレビドラマ）
- エグゼクティブプロデューサー - EXILE HIRO
- 制作統括 - 川田直太郎
- 制作 - 南波昌人、高谷和男
- 企画プロデュース - 植野浩之
- プロデューサー - 水田貴久、森田美桜
- 監督 - 河合勇人
- 脚本 - 神田優
- 脚本協力 - 三田卓人
- 振付：あさづきかなみ
- 音楽 - 中野雄太
- 主題歌 - 片寄涼太（GENERATIONS from EXILE TRIBE）『Possible』[3]
- ナレーター - 銀河万丈
- 企画制作 - HI-AX
- 制作プロダクション - AOI Pro.
- 制作著作 - 2020「PRINCE OF LEGEND」製作委員会

主題歌
片寄涼太が歌う『Possible』は、『貴族誕生 -PRINCE OF LEGEND-』及び『貴族降臨 -PRINCE OF LEGEND-』のために書き下ろされた楽曲で、m-floの☆Taku Takahashiがサウンドプロデューサーを務め、向井太一が歌詞とトップラインを手がけた。恋愛の葛藤をシティポップの要素を盛り込んだアーバンな雰囲気で描いている。前作『PRINCE OF LEGEND』ではメインキャラクターを演じた片寄が、今作では歌での参加となった。

## 放送日程
| 話数  | 放送日   |
| ----- | -------- |
| 第1話 | 11月28日 |
| 第2話 | 12月05日 |
| 第3話 | 12月12日 |
| 第4話 | 12月19日 |
| 第5話 | 12月26日 |

- 2020年1月9日に、特別版としてドラマ版全5話と前作『PRINCE OF LEGEND』のダイジェスト及び映画『貴族降臨 -PRINCE OF LEGEND-』の予告が放送された。

## 放送局
| 放送期間                        | 放送時間                     | 放送局         | 対象地域   | 備考                                       |
| ------------------------------- | ---------------------------- | -------------- | ---------- | ------------------------------------------ |
| 2019年11月28日 - 2019年12月26日 | 木曜 0:59 - 1:29（水曜深夜） | 日本テレビ     | 関東広域圏 | 製作局                                     |
| 2019年12月03日 - 2020年01月14日 | 火曜 0:59 - 1:29（月曜深夜） | ミヤギテレビ   | 宮城県     |                                            |
| 2019年12月12日 - 2020年01月16日 | 木曜 1:29 - 1:59（水曜深夜） | 長崎国際テレビ | 長崎県     |                                            |
| 2019年12月13日 - 2020年01月17日 | 金曜 1:59 - 2:29（木曜深夜） | 札幌テレビ放送 | 北海道     |                                            |
| 2020年01月06日 - 2020年02月03日 | 月曜 1:25 - 1:55（日曜深夜） | 福岡放送       | 福岡県     |                                            |
| 2020年01月12日 - 2020年02月09日 | 日曜 1:25 - 1:55（土曜深夜） | 高知放送       | 高知県     |                                            |
| 2020年01月16日 - 2020年02月13日 | 木曜 2:04 - 2:34（水曜深夜） | 静岡第一テレビ | 静岡県     |                                            |
| 2020年02月08日 - 2020年02月22日 | 土曜 4:10 - 5:10（金曜深夜） | テレビ大分     | 大分県     | フジテレビ系列とのクロスネット 2話ずつ放送 |
| 2020年02月21日 - 2020年03月20日 | 金曜 1:29 - 1:59（木曜深夜） | 広島テレビ     | 広島県     |                                            |
| 2020年02月28日 - 2020年03月13日 | 金曜 1:44 - 2:44（木曜深夜） | 中京テレビ     | 愛知県     | 2話ずつ放送                                |
| 2020年03月07日 - 2020年03月19日 | 1:43 - 2:43                  | 読売テレビ     | 近畿広域圏 | 2話ずつ放送                                |

## 映画
『貴族降臨 -PRINCE OF LEGEND-』（きぞくこうりん プリンス オブ レジェンド）は2020年3月13日公開の日本の映画。主演はテレビドラマ版に引き続き白濱亜嵐が務める
。クラブ・テキサスを引き継ぎ貴族のドリーとなった安藤シンタロウと、前作『PRINCE OF LEGEND』の王子たちとの、ナンバーワンである「伝説」の座をかけて繰り広げられるバトルの様子を描く。

### あらすじ（映画）
連続ドラマ・映画・音楽・LIVE……
極限のメディアミックスで蹴り広げられる、男たちの熱きバトルをスクリーンで目撃せよ。
夜の世界の中心・ナイトリングのNO.1ホストクラブ「クラブ・NOBLE」の代表となった安藤シンタロウ(白濱亜嵐)は、自らの名を「ドリー」と改め、“貴族”としてこの世に生きる弱者を守り、すべての人が笑って暮らせる高貴な世界を作ることを決意する。
そんな彼は、あるきっかけで聖ブリリアント学園の存在を知ることとなる。今や伝説の王子の“聖地”として聖ブリリアント学園には転入者が殺到、「三代目伝説の王子」となった朱雀奏(片寄涼太)は世界中を廻り、王子道を邁進していた。
貴族と王子、果たしてどちらが正義なのか―。
ともに頂点を極める両者が出会ったとき、戦いの幕はすでに切って落とされていた……。

### キャスト
- 安藤シンタロウ（ドリー）：白濱亜嵐
- 朱雀奏：片寄涼太
- 京極尊人（ダントン）：鈴木伸之
- 綾小路葵：佐野玲於
- ガブリエル笹塚：関口メンディー
- 京極竜：川村壱馬
- 天堂光輝（ルイ）：吉野北人
- 日浦海司：藤原樹
- 小田島陸：長谷川慎
- 結城理一：町田啓太
- 嵯峨沢ハル：清原翔
- ヤス（ミッシェル）：廣瀬智紀
- 寿希也：荒牧慶彦
- 鏑木元：飯島寛騎
- 久遠誠一郎（ラファエル）：塩野瑛久
- ゴロウ（ピエール）：中島健
- ジュリアン：勝矢
- 実相寺光彦：加藤諒
- チャボ：袴田吉彦
- 黒岩マサオ（ノア）：山本耕史
- 安藤タロウ（シニア）：DAIGO

### スタッフ（映画）
- 監督：河合勇人
- 脚本：松田裕子
- 音楽：中野雄太
- 主題歌：片寄涼太（GENERATIONS from EXILE TRIBE）『Possible』
- エグゼクティブプロデューサー：EXILE HIRO
- 製作総指揮：沢桂一、小林景一、森雅貴、伊藤寛二
- Co.エグゼクティブプロデューサー：八木元、伊藤響、南波昌人、森広貴、下村忠文、関佳裕
- 企画プロデュース：植野浩之
- プロデューサー：森田美桜、藤村直人
- 製作統括：川田真太郎
- 撮影：木村信也
- 照明：井上真吾
- 録音：日下部雅也
- 美術：小林大輔
- デザイン：別所晃吉
- 美術進行：横守剛
- 装飾：長田征司
- 衣装：遠藤良樹
- メイク：礒野亜加梨
- 振付：あさづきかなみ
- 編集：瀧田隆一
- 音楽プロデューサー：佐藤達郎、門田吉穂
- 選曲：原田慎也
- 音響効果：茂野敦史
- スクリプター：永倉美香
- 監督補：千村利光
- 助監督：牧野将
- スケジュール：阿部満良
- 制作担当：齋藤勲
- ラインプロデューサー：高瀬博行
- 配給：東宝
- 制作プロダクション：AOI Pro.
- 企画制作：HI-AX
- 製作：2020「PRINCE OF LEGEND」製作委員会（HI-AX（日本テレビ放送網、LDH JAPAN）、東宝、バップ、読売テレビ放送、AOI Pro.、ローソン、中京テレビ放送、札幌テレビ放送、宮城テレビ放送、静岡第一テレビ、広島テレビ放送、福岡放送）

### プロモーション
- 2020年2月29日に開催された『第30回 東京ガールズコレクション 2020 SPRING／SUMMER』において、スペシャルステージが実施された[7]。

## 関連商品
- 貴族誕生 -PRINCE OF LEGEND- Blu-ray（2020年2月26日発売、VAP、品番：VPXX-71800）[8]
- 貴族誕生 -PRINCE OF LEGEND- DVD（2020年2月26日発売、VAP、品番：VPBX-14007）[8]